# Allsvenskan de 1957–58
A Primeira Divisão do Campeonato Sueco de Futebol da temporada 1957-58, denominada oficialmente de Allsvenskan 1957-58, foi a 34º edição da principal divisão do futebol sueco. O campeão foi o IFK Göteborg que conquistou seu 3º título na história da competição.

## Premiação
| Allsvenskan 1957-58              |
| Sweden                           |
| -------------------------------- |
| IFK GÖTEBORG Campeão (3º título) |